# Bouvigny-Boyeffles
Bouvigny-Boyeffles är en kommun i departementet Pas-de-Calais i regionen Hauts-de-France i norra Frankrike. Kommunen ligger i kantonen Sains-en-Gohelle som tillhör arrondissementet Lens. År 2022 hade Bouvigny-Boyeffles 2 385 invånare.

## Befolkningsutveckling
Antalet invånare i kommunen Bouvigny-Boyeffles
| Referens: INSEE |